# Tripolini
Tripolini – rodzaj włoskiego makaronu w kształcie małych kokardek. Rzadziej tym mianem określa się także długie taśmy makaronowe o pofałdowanej jednej krawędzi. 
Nazwa upamiętnia zdobycie przez Włochów Trypolisu podczas wojny włosko-tureckiej w 1911. Z uwagi na drobne rozmiary najczęściej dodawany jest do zup, czasem do sałatek makaronowych lub samodzielnie z lekkim sosem.